# Bol d'Or

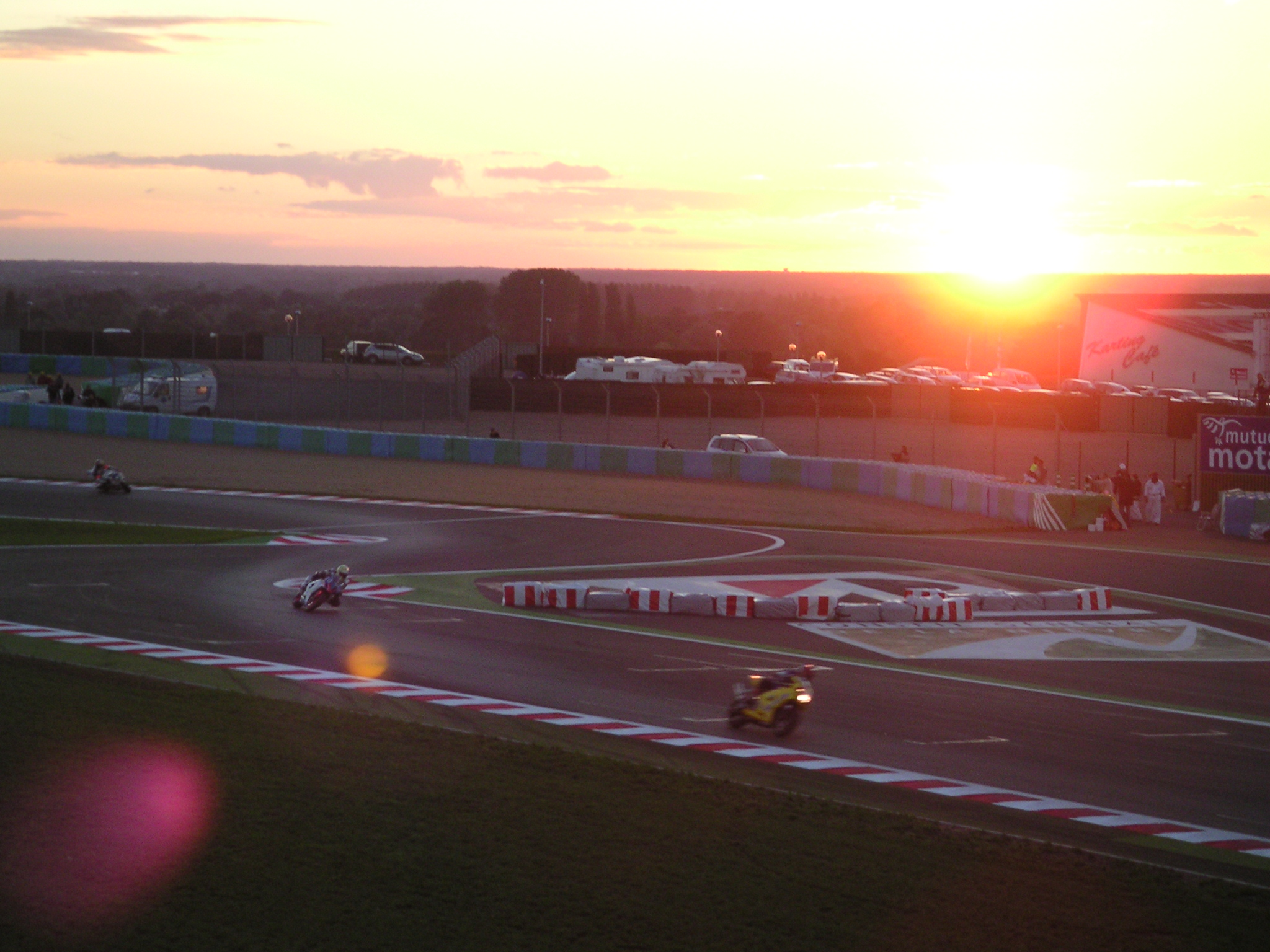
Bol d'Or de 2005

El Bol d'Or (Tazón de Oro) es una carrera de motociclismo de velocidad que se disputa en Francia desde el año 1922, con interrupciones entre 1938 y 1946, y luego entre 1961 y 1968. Dura 24 horas, por lo que califica como carrera de resistencia. Forma parte del Campeonato Mundial de Motociclismo de Resistencia, y es una de las más prestigiosas de la disciplina, junto con las 8 Horas de Suzuka y la desaparecida 24 Horas de Lieja.
Como complemento al Bol d'Or se disputan tres carreras adicionales: la Tasse d'Or (Taza de Oro), para motocicletas de 50 cc de cilindrada; el Bol d'Argent (Taza de Plata), para pilotos amateur; y el Bol d'Or Classic (Taza de Oro Clásica), para motocicletas históricas. Originalmente, el evento incluía una carrera de automovilismo de velocidad.
El escenario de la carrera ha cambiado numerosas veces a lo largo de la historia. Hasta la década de 1960, el Bol d'Or se celebró exclusivamente en circuitos de la región de Isla de Francia. La edición inaugural tuvo lugar en el distrito de Le Raincy. El circuito de Loges, situado en Saint-Germain-en-Laye, se usó entre 1922 y 1926, entre 1928 y 1936, y luego en 1947, 1948 y 1951. La edición de 1927 tuvo lugar en Fontainebleau. Las ediciones restantes hasta 1970 (es decir, entre 1937 y 1939, en 1949, en 1950, entre 1952 y 1960, en 1969 y en 1970) se disputaron en el autódromo de Linas-Montlhéry.
El circuito de Bugatti fue el escenario del Bol d'Or entre 1971 y 1977. La carrera se pasó a disputar en el Circuito Paul Ricard en 1978, luego en el circuito de Nevers Magny-Cours en 2000 y nuevamente Paul Ricard a partir de 2015. Desde 1978, Bugatti continuó albergando una carrera de motociclismo de 24 horas, llamada 24 Horas de Le Mans de Motociclismo.
El Bol d'Or solía correrse el segundo fin de semana de septiembre. En 2011, pasó a disputarse en abril, distanciándose así de la fecha de Magny-Cours del Campeonato Mundial de Superbikes en octubre. En 2015 volvió a celebrarse en septiembre.

## Ganadores
| Año       | Circuito                                    | Pilotos                                                     | Marca                                       |
| --------- | ------------------------------------------- | ----------------------------------------------------------- | ------------------------------------------- |
| 1922      | Vaujours                                    | Tony Zind                                                   | Motosacoche                                 |
| 1923      | Saint-Germain                               | Tony Zind                                                   | Motosacoche                                 |
| 1924      | Saint-Germain                               | René Francisquet                                            | Sunbeam                                     |
| 1925      | Saint-Germain                               | René Francisquet                                            | Sunbeam                                     |
| 1926      | Saint-Germain                               | Damitio                                                     | Sunbeam                                     |
| 1927      | Fontainebleau                               | Lempereur                                                   | FN                                          |
| 1928      | Saint-Germain                               | Victor Vroonen                                              | Gillet-Herstal                              |
| 1929      | Saint-Germain                               | Victor Vroonen                                              | Gillet-Herstal                              |
| 1930      | Saint-Germain                               | Paul Debaisieux                                             | Monet-Goyon                                 |
| 1931      | Saint-Germain                               | Germain Patural                                             | Velocette                                   |
| 1932      | Saint-Germain                               | Louis Jeannin                                               | Jonghi                                      |
| 1933      | Saint-Germain                               | René Boura                                                  | Velocette                                   |
| 1934      | Saint-Germain                               | Robert Vasseur (dit « Willing »)                            | Velocette                                   |
| 1935      | Saint-Germain                               | René Boura                                                  | Norton                                      |
| 1936      | Saint-Germain                               | Edgar Craët                                                 | Gillet-Herstal                              |
| 1937      | Linas-Montlhéry                             | Robert Tabart                                               | Norton                                      |
| 1938      | Linas-Montlhéry                             | Robert Tinoco                                               | Harley-Davidson                             |
| 1939      | Linas-Montlhéry                             | Edouard Hordelalay                                          | Motobécane                                  |
| 1940-1946 | No se disputó por la Segunda Guerra Mundial | No se disputó por la Segunda Guerra Mundial                 | No se disputó por la Segunda Guerra Mundial |
| 1947      | Saint-Germain                               | Gustave Lefèvre                                             | Norton                                      |
| 1948      | Saint-Germain                               | Jacques Lenglet                                             | BMW                                         |
| 1949      | Linas-Montlhéry                             | Gustave Lefèvre                                             | Norton                                      |
| 1950      | Linas-Montlhéry                             | Gustave Lefèvre                                             | Norton                                      |
| 1951      | Saint-Germain                               | Gustave Lefèvre                                             | Norton                                      |
| 1952      | Linas-Montlhéry                             | Pierre Collignon                                            | Moto Guzzi                                  |
| 1953      | Linas-Montlhéry                             | Gustave Lefèvre                                             | Norton                                      |
| 1954      | Linas-Montlhéry                             | Johann Weingartmann Helmut Volzwinkler                      | Puch                                        |
| 1955      | Linas-Montlhéry                             | Oldřich Hameršmid Saša Klint                                | Jawa                                        |
| 1956      | Linas-Montlhéry                             | Gustave Lefèvre Georges Briand                              | Norton                                      |
| 1957      | Linas-Montlhéry                             | Gustave Lefèvre Georges Briand                              | Norton                                      |
| 1958      | Linas-Montlhéry                             | Inizan Mutel                                                | Triumph                                     |
| 1959      | Linas-Montlhéry                             | Jean-Claude Bargetzi Georges Briand                         | Norton                                      |
| 1960      | Linas-Montlhéry                             | René Maucherat René Vasseur                                 | BMW                                         |
| 1961-1968 | No se disputó                               | No se disputó                                               | No se disputó                               |
| 1969      | Linas-Montlhéry                             | Michel Rougerie Daniel Urdich                               | Honda                                       |
| 1970      | Linas-Montlhéry                             | Tom Dickie Paul Smart                                       | Triumph                                     |
| 1971      | Le Mans                                     | Percy Tait Ray Pickrell                                     | Triumph                                     |
| 1972      | Le Mans                                     | Gérard Debrock Roger Ruiz                                   | Honda-Japauto                               |
| 1973      | Le Mans                                     | Gérard Debrock Thierry Tchernine                            | Honda-Japauto                               |
| 1974      | Le Mans                                     | Alain Genoud Georges Godier                                 |                                             |
| 1975      | Le Mans                                     | Alain Genoud Georges Godier                                 |                                             |
| 1976      | Le Mans                                     | Alex Georges Jean-Claude Chemarin                           | Honda                                       |
| 1977      | Le Mans                                     | Christian Léon Jean-Claude Chemarin                         | Honda                                       |
| 1978      | Le Castellet                                | Christian Léon Jean-Claude Chemarin                         | Honda                                       |
| 1979      | Le Castellet                                | Christian Léon Jean-Claude Chemarin                         | Honda                                       |
| 1980      | Le Castellet                                | Pierre-Etienne Samin Franck Gross                           | Suzuki                                      |
| 1981      | Le Castellet                                | Dominique Sarron Jean-Claude Jaubert                        | Honda                                       |
| 1982      | Le Castellet                                | Jean Lafond Hervé Guilleux Patrick Igoa                     | Kawasaki                                    |
| 1983      | Le Castellet                                | Dominique Sarron Raymond Roche Guy Bertin                   | Honda                                       |
| 1984      | Le Castellet                                | Jean-Pierre Oudin Patrick de Radiguès                       | Suzuki                                      |
| 1985      | Le Castellet                                | Alex Vieira Gérard Coudray Patrick Igoa                     | Honda                                       |
| 1986      | Le Castellet                                | Dominique Sarron Pierre Bolle Jean-Louis Battistini         | Honda                                       |
| 1987      | Le Castellet                                | Dominique Sarron Jean-Michel Mattioli Jean-Louis Battistini | Honda                                       |
| 1988      | Le Castellet                                | Alex Vieira Dominique Sarron Christophe Bouheben            | Honda                                       |
| 1989      | Le Castellet                                | Alex Vieira Jean-Michel Mattioli Roger Burnett              | Honda                                       |
| 1990      | Le Castellet                                | Alex Vieira Jean-Michel Mattioli Stéphane Mertens           | Honda                                       |
| 1991      | Le Castellet                                | Alex Vieira Miguel Duhamel Jean-Louis Battistini            | Kawasaki                                    |
| 1992      | Le Castellet                                | Terry Rymer Carl Fogarty Steve Hislop                       | Kawasaki                                    |
| 1993      | Le Castellet                                | Dominique Sarron Jean-Marc Deletang Bruno Bonhuil           | Suzuki                                      |
| 1994      | Le Castellet                                | Dominique Sarron Christian Sarron Yasutomo Nagai            | Yamaha                                      |
| 1995      | Le Castellet                                | Terry Rymer Jean-Louis Battistini Jehan D'Orgeix            | Kawasaki                                    |
| 1996      | Le Castellet                                | Alex Vieira William Costes Christian Lavieille              | Honda                                       |
| 1997      | Le Castellet                                | Terry Rymer Brian Morrison Jehan D'Orgeix                   | Kawasaki                                    |
| 1998      | Le Castellet                                | Terry Rymer Brian Morrison Peter Goddard                    | Suzuki                                      |
| 1999      | Le Castellet                                | Terry Rymer Jehan D'Orgeix Christian Lavieille              | Suzuki                                      |
| 2000      | Magny-Cours                                 | Jean-Marc Deletang Fabien Foret Mark Willis                 | Yamaha                                      |
| 2001      | Magny-Cours                                 | Brian Morrison Christian Lavieille Laurent Brian            | Suzuki                                      |
| 2002      | Magny-Cours                                 | Jean-Michel Bayle Sébastien Gimbert Nicolas Dussauge        | Suzuki                                      |
| 2003      | Magny-Cours                                 | Jean-Michel Bayle Sébastien Gimbert Nicolas Dussauge        | Suzuki                                      |
| 2004      | Magny-Cours                                 | Vincent Philippe Keiichi Kitagawa Matthieu Lagrive          | Suzuki                                      |
| 2005      | Magny-Cours                                 | Vincent Philippe Keiichi Kitagawa Matthieu Lagrive          | Suzuki                                      |
| 2006      | Magny-Cours                                 | Vincent Philippe Keiichi Kitagawa Matthieu Lagrive          | Suzuki                                      |
| 2007      | Magny-Cours                                 | David Checa Sébastien Gimbert Olivier Four                  | Yamaha                                      |
| 2008      | Magny-Cours                                 | Vincent Philippe Julien Da Costa Matthieu Lagrive           | Suzuki                                      |
| 2009      | Magny-Cours                                 | Vincent Philippe Freddy Foray Olivier Four                  | Suzuki                                      |
| 2010      | Magny-Cours                                 | Vincent Philippe Freddy Foray Guillaume Dietrich            | Suzuki                                      |
| 2011      | Magny-Cours                                 | Vincent Philippe Freddy Foray Anthony Delhalle              | Suzuki                                      |
| 2012      | Magny-Cours                                 | Gregory Leblanc Julien Da Costa Olivier Four                | Kawasaki                                    |
| 2013      | Magny-Cours                                 | Gregory Leblanc Jeremy Guarnoni Loris Baz                   | Kawasaki                                    |
| 2014      | Magny-Cours                                 | Gregory Leblanc Nicolas Salchaud Matthieu Lagrive           | Kawasaki                                    |
| 2015      | Magny-Cours                                 | Gregory Leblanc Matthieu Lagrive Fabien Foret               | Kawasaki SRC                                |
| 2016      | Le Castellet                                | Anthony Delhalle Vincent Philippe Étienne Masson            | Suzuki                                      |
| 2017      | Le Castellet                                | David Checa Niccolò Canepa Mike Di Meglio                   | Yamaha                                      |
| 2018      | Le Castellet                                | Josh Hook Freddy Foray Mike Di Meglio                       | Honda                                       |
| 2019      | Le Castellet                                | Vincent Philippe Étienne Masson Gregg Black                 | Suzuki                                      |
| 2020      | No se disputó (Pandemia de Covid-19)        | No se disputó (Pandemia de Covid-19)                        | No se disputó (Pandemia de Covid-19)        |
| 2021      | Le Castellet                                | Sylvain Guintoli Xavier Siméon Gregg Black                  | Suzuki                                      |
| 2022      | Le Castellet                                | Florian Alt Erwan Nigon Steven Odendaal                     | Yamaha                                      |
| 2023      | Le Castellet                                | Sylvain Guintoli Etienne Masson Gregg Black                 | Suzuki                                      |